# Seveřské knížectví
Seveřské knížectví (latinsky Ducatus Severiensis, polsky Księstwo Siewierskie, německy Herzogtum Sewerien) bylo jedním ze slezských knížectví.

## Historie

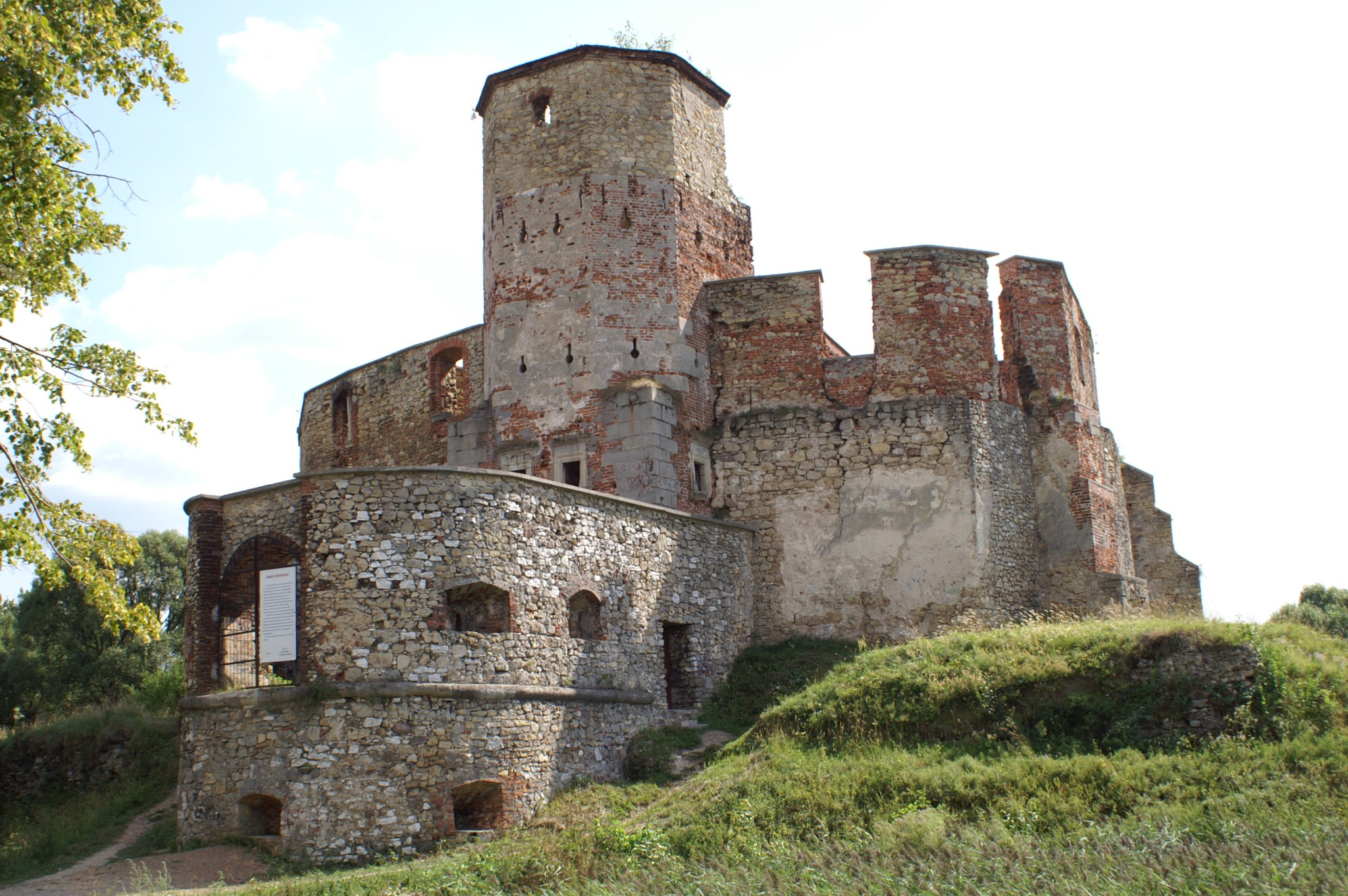
Hrad Siewierz

Knížectví vzniklo při dělení Slezska kolem roku 1177 a bylo nejprve pod vládou Piastovců. V letech 1177 až 1280 šlo o větev opolsko-ratibořskou, poté do roku 1337 větev bytomsko-kozelskou a následně o větev těšínskou. Všechny tyto větve piastovského rodu byly leníky českého krále a Seveřsko tedy náleželo k zemím České koruny.
Roku 1443 odkoupil od Václava I. Těšínského celé knížectví krakovský biskup Zbyhněv Olešnický (Zbigniew Oleśnicki) za 6000 stříbrných hřiven. Od té doby byl až do roku 1800 každý krakovský biskup zároveň knížetem. S prodejem knížectví nesouhlasili okolní vládci Bolek V. Husita a Mikuláš V. Krnovský, takže ozbrojené akce byly ukončeny mírem až v roce 1444.
Knížectví od té doby patřilo do polské sféry vlivu, nicméně bylo formálně nezávislé, mělo vlastní zákony, daně, armádu a soudnictví. Roku 1790 bylo Seveřsko inkorporováno do Polska-Litvy, ale již roku 1795 v důsledku třetího dělení Polska bylo obsazeno Pruskem, jež tu zřídilo provincii Nové Slezsko (německy Neuschlesien); roku 1800 odtud přesídlil krakovský biskup.
V roce 1807 obnovil Napoleon Bonaparte knížectví pro svého generála Jeana Lannese, ale po vídeňském kongresu (1815) zůstalo knížectví v hranicích ruského Polska. Císař František Josef I. povolil v roce 1889 krakovským biskupům užívat titulu seveřského knížete, ale již jako čistě nominální titul bez skutečné vlády. Titul biskupům zůstal do roku 1951, kdy zemřel poslední kníže-arcibiskup, kardinál Adam Stefan Sapieha.